# Cesonia maculata
Espèce
Cesonia maculata est une espèce d'araignées aranéomorphes de la famille des Gnaphosidae.

## Distribution
Cette espèce est endémique de Saint-Christophe-et-Niévès. Elle se rencontre sur Saint-Christophe et Niévès.

## Description
Les mâles mesurent de 3,98 à 4,00 mm et les femelles de 4,09 à 4,36 mm.

## Publication originale
- Platnick & Shadab, 1980 : A revision of the spider genus Cesonia (Araneae, Gnaphosidae). Bulletin of the American Museum of Natural History, no 165, p. 337-385 (texte intégral).